# Municipio de Union (condado de Warren, Ohio)
El municipio de Union (en inglés: Union Township) es un municipio ubicado en el condado de Warren en el estado estadounidense de Ohio. En el año 2010 tenía una población de 4696 habitantes y una densidad poblacional de 127,4 personas por km².

## Geografía
El municipio de Union se encuentra ubicado en las coordenadas 39°23′12″N 84°12′19″O / 39.38667, -84.20528. Según la Oficina del Censo de los Estados Unidos, el municipio tiene una superficie total de 36.86 km², de la cual 36.56 km² corresponden a tierra firme y (0.82%) 0.3 km² es agua.

## Demografía
Según el censo de 2010, había 4696 personas residiendo en el municipio de Union. La densidad de población era de 127,4 hab./km². De los 4696 habitantes, el municipio de Union estaba compuesto por el 97.25% blancos, el 0.55% eran afroamericanos, el 0.19% eran amerindios, el 0.4% eran asiáticos, el 0.09% eran isleños del Pacífico, el 0.26% eran de otras razas y el 1.26% pertenecían a dos o más razas. Del total de la población el 1.34% eran hispanos o latinos de cualquier raza.